# Bruno the Kid
Bruno the Kid (en español conocida como Bruno, el espía) es una serie animada estadounidense de 1996 que narra las aventuras de un niño de once años llamado Bruno que se convierte en espía para una agencia secreta llamada Globe. La serie contó con la voz de Bruce Willis como Bruno, y tuvo una única temporada que contó con 36 episodios que se emitieron desde el 23 de septiembre de 1996 al 1 de septiembre de 1997.
Además, la serie también contó con un telefilme animado llamado Bruno the Kid: The Animated Movie, de 1996.

## Argumento
La serie, es protagonizada por Bruce Willis que le da voz a un niño de once años de edad llamado Bruno, quien se convierte en un espía superior para una organización secreta de espionaje. La organización, llamada Globe, contacta al joven a través de su computadora y su reloj; pero estos a la vez son totalmente inconscientes de la corta edad de su principal espía, que en un principio se ocultaba detrás de un avatar, simulando ser un adulto. Los únicos miembros de Globe que conocen la verdadera edad de Bruno son Jarlesburg (Tony Jay) y Harris (Mark Hamill).
El argumento principal consiste en cómo Bruno mantiene una doble vida como espía, lo que le oculta a sus padres y amigos. Por ejemplo, en un episodio les dice a sus padres que acampará en el jardín, cuando en realidad proyecta una silueta falsa de sí mismo dentro de la tienda y sale a salvar el día, con ayuda de su compañero británico Jarlesburg.

## Voces
Todas las voces:

### Protagonistas
- Bruce Willis como Bruno.
- Jennifer Hale como Leecy Davidson.
- Tony Jay como Jarlesburg.
- Mark Hamill como Harris.
- John Bower como Howard (el padre de Bruno).
- Kath Soucie como Grace (la madre de Bruno).

### Villanos
- Tim Curry como Lazlo Gigahurtz.
- Bronson Pinchot como el general Armando Castrato.
- Rene Auberjonois como Leonard DaLinguini.
- Matt Frewer como Booby Vicious.
- Dawnn Lewis como Di Archer.
- Ben Stein como el profesor Wisenstein.
- Kathy Nagler como Mary Ann Wisenstein.
- Edward Asner como el ingeniero.
- Ed McMahon como el ayudante del ingeniero.

### Voces adicionales
- Frank Welker
- Earl Boen
- Ed Gilbert
- Kenneth Mars

#### Doblaje
| Personaje  | Actor de voz | Doblaje español                | Doblaje latino  |
| ---------- | ------------ | ------------------------------ | --------------- |
| Bruno      | Bruce Willis | Pedro Miguel Sánchez de Segura | Mario Castañeda |
| Harris     | Mark Hamill  |                                | Ricardo Mendoza |
| Jarlesburg | Tony Jay     | Víctor Prieto                  | Ricardo Hill    |

## Episodios
| #         | Estreno                  | Título                          |
| --------- | ------------------------ | ------------------------------- |
| 1 - 1.01  | 23 de septiembre de 1996 | The Adventure Begins            |
| 2 - 1.02  | 30 de septiembre de 1996 | Spies, Lies & Bavarian Pies     |
| 3 - 1.03  | 7 de octubre de 1996     | North by Southwest              |
| 4 - 1.04  | 14 de octubre de 1996    | Take Me Out to the Bomb Game    |
| 5 - 1.05  | 21 de octubre de 1996    | High Tide                       |
| 6 - 1.06  | 28 de octubre de 1996    | Moonbeam & Other Strangers      |
| 7 - 1.07  | 4 de noviembre de 1996   | Give Pizza a Chance             |
| 8 - 1.08  | 11 de noviembre de 1996  | Chip Happens                    |
| 9 - 1.09  | 18 de noviembre de 1996  | Mind Over Matter                |
| 10 - 1.10 | 25 de noviembre de 1996  | Searching for Booby Vicious     |
| 11 - 1.11 | 2 de diciembre de 1996   | The Fission Mission             |
| 12 - 1.12 | 9 de diciembre de 1996   | The A-maze-ing Adventure        |
| 13 - 1.13 | 16 de diciembre de 1996  | Jungle Bogey                    |
| 14 - 1.14 | 23 de diciembre de 1996  | Bruno-palooza                   |
| 15 - 1.15 | 30 de diciembre de 1996  | Fade to Bruno                   |
| 16 - 1.16 | 6 de enero de 1997       | The Spy Just Like Me            |
| 17 - 1.17 | 13 de enero de 1997      | Shake, Rattle & Roll            |
| 18 - 1.18 | 20 de enero de 1997      | Book 'Em Bruno, Murder One      |
| 19 - 1.19 | 27 de enero de 1997      | Dr. Nozone                      |
| 20 - 1.20 | 3 de febrero de 1997     | The Unfriendly Skies            |
| 21 - 1.21 | 10 de febrero de 1997    | My Dogs Are Killin' Me          |
| 22 - 1.22 | 17 de febrero de 1997    | Meteor Showers Bring No Flowers |
| 23 - 1.23 | 25 de febrero de 1997    | Bye Bye Jarly: Part One         |
| 24 - 1.24 | 3 de marzo de 1997       | Send in the Clones              |
| 25 - 1.25 | 10 de marzo de 1997      | Who's There?                    |
| 26 - 1.26 | 17 de marzo de 1997      | For Your Snake Eyes Only        |
| 27 - 1.27 | 24 de marzo de 1997      | Funworld                        |
| 28 - 1.28 | 31 de marzo de 1997      | Soda Jerk                       |
| 29 - 1.29 | 7 de abril de 1997       | The Last Christmas              |
| 30 - 1.30 | 14 de abril de 1997      | Revenge of the Giganerd         |
| 31 - 1.31 | 21 de abril de 1997      | Bye Bye Jarly: Part Two         |
| 32 - 1.32 | 28 de abril de 1997      | Bye Bye Jarly: Part Three       |
| 33 - 1.33 | 5 de mayo de 1997        | Bullet Train                    |
| 34 - 1.34 | 12 de mayo de 1997       | Dead Boy Walking                |
| 35 - 1.35 | 19 de mayo de 1997       | Virus                           |
| 36 - 1.36 | 26 de mayo de 1997       | You Go, Girl                    |

## Emisión internacional
Estados Unidos: CBS, Univision, Telemundo, NBC Universo
 México: Azteca 7
 El Salvador: TCS Canal 2, Canal 4, Canal 6, Canal 12
 Guatemala: Canal 3, Trecevision
 Honduras: Canal 5, Sotel
 Nicaragua: Canal 2, Viva Nicaragua Canal 13
 Costa Rica: Repretel
 Panamá: Telemetro
 Argentina: El Trece, Telefe, America 2
 Chile: La Red, Telecanal
 Perú: ATV, Red TV
 Ecuador: RTS
 Colombia: RCN Television, Caracol Television
 Venezuela: RCTV, Televen
 Brasil: SBT, Rede Record
 Paraguay: SNT
 Uruguay: Teledoce, Saeta TV Canal 10
 Puerto Rico: Telemundo
 República Dominicana: Telesistema 11
 España: La 1, Antena 3, Minimax, Cartoon Network, Boing, Telecinco, Neox, Clan TVE, Club Súper 3
 Bolivia: PAT